# Singur acasă 4
Singur acasă 4 (titlu original în engleză Home Alone 4 cunoscut și Home Alone: Taking Back the House) este un film de Crăciun american din 2002 regizat de Rod Daniel. În rolurile principale joacă actorii Mike Weinberg și French Stewart. A fost transmis în premieră la 3 noiembrie 2002 pe canalul ABC.

## Prezentare
Mike Weinberg, copia fidela a lui Macaulay Culkin, ii paseste acestuia pe urme in rolul lui Kevin McAllister, nazdravanul pusti plin de resurse, in acest sequel facut pentru televiziune al imens de popularei trilogii “Home Alone”. De data aceasta, Kevin se trezeste prizonier intr-o casa sigura, computerizata, a carei proprietara e Natalie, noua prietena a tatalui sau, recent divortat. Combinand tehnologia din casa cu spiritul sau de improvizatie, Kevin se inhama la a salva un mostenitor regal de un trio de rapitori, unul dintre ei nefiind altcineva decat vechiul sau nemesis, spargatorul Marv Merchants. Nu mai e nevoie sa spunem, Kevin gaseste timp sa se imprieteneasca cu un adult proscris si sa-si impace parintii.

## Primire
Filmul a avut o primire oarecum premeditată. Se știa că nu va avea un succes deosebit. Audiența a fost, de asemenea la fel de scăzută, mai ales din cauza faptului că Macaulay nu a fost prezent, având deja o vârstă mai înaintată, dar și pentru faptul că s-a pierdut treptat din detaliile și povestea primului film.

## Distribuție
- Mike Weinberg este Kevin McCallister: Personajul principal, acesta trebuie să apere casa de Marv și Vera, doi hoți. Portretizat inițial de Macaulay Culkin în primele două filme.
- French Stewart ca Marv, soțul Verei, fiul lui Molly. Portretizat inițial de  Daniel Stern în primele două filme. Stern a spus că acest film este „o insultă, un gunoi total”  și a refuzat să joace din nou acest rol.
- Missi Pyle ca Vera, soția lui Marv pe care Marv a întâlnit-o prima oară la închisoare.
- Erick Avari ca Mr. Prescott, majordomul.
- Barbara Babcock ca Molly, servitoare, care este persoana din interior și mama lui Marv.
- Jason Beghe ca Peter McCallister, tatăl lui Kevin, Buzz și  Megan. Portretizat inițial d John Heard în primele două filme.
- Clare Carey este Kate McCallister, mama lui Kevin, Buzz și Megan. Portretizată inițial de Catherine O'Hara în primele două filme.
- Joanna Going ca Natalie, iubita lui Peter și viitoarea mamă vitregă a lui Buzz, Megan și Kevin.
- Gideon Jacobs ca Buzz McCallister, fratele lui Kevin și Megan. Portretizat inițial de Devin Ratray în primele două filme.
- Chelsea Russo ca Megan McCallister, sora lui Kevin și Buzz. Portretizată inițial de Hillary Wolf în primele două filme.